# Lycidas (poesia)
Lycidas è una poesia di John Milton, scritta nel 1637 come elegia pastorale.
Apparve inizialmente nella raccolta di elegie Justa Edouardo King Naufrago del 1638 dedicata alla memoria dell'amico poeta Edward King, compagno di studi a Cambridge annegato durante il naufragio della sua nave sulla costa gallese del mare d'Irlanda nell'agosto del 1637.
La poesia è lunga 193 versi con rima irregolare. Mentre molte altre poesie della stessa raccolta erano in greco e in latino, Lycidas è scritta in inglese.